# Alpines Notsignal
Das alpine Notsignal ist ein Notsignal im Falle von Bergnot, einem Notfall in alpinem Gelände. Daneben gibt es auch spezielle Notrufnummern, mit denen eine telefonische Alarmierung von Bergrettungsdiensten möglich ist.

## Das alpine Notsignal
Das alpine Notsignal besteht aus einem optischen und/oder akustischen Signal beliebiger Art, welches sechs Mal innerhalb einer Minute abgesetzt wird. Es soll nach einer Minute Pause in gleicher Folge wiederholt werden, solange Aussicht besteht, von anderen Bergsteigern, von Berghütten oder im Tal bemerkt zu werden.
Die Antwort auf ein solches Signal wird mit drei Zeichen pro Minute gegeben und ebenfalls nach einer Minute Pause wiederholt. Dadurch kann dem Alarmierenden bestätigt werden, dass sein Notsignal empfangen worden ist.
|                     | 1. Minute   | 2. Minute | 3. Minute   | 4. Minute | usw. |
| ------------------- | ----------- | --------- | ----------- | --------- | ---- |
| Notsignal           | • • • • • • | Pause     | • • • • • • | Pause     | usw. |
| Antwort/Bestätigung | • • •       | Pause     | • • •       | Pause     | usw. |

• = Optisches und/oder akustisches Signale beliebiger Art:
- Lautzeichen – z. B. lautes Rufen, Pfeifen, Schießen oder Hämmern o. ä. (tiefe Töne sind weit hörbar)
- Lichtsignale – z. B. Blinkzeichen oder Sonnenspiegel; bei manchen Stirnlampen kann ein Notsignal-Blinkmodus gewählt werden
- Winken mit auffälligen Kleidungsstücken, einem Biwaksack, Ästen etc.

Wer Notsignale empfängt, sollte diese bestätigen und die Alarmierung an den Bergrettungsdienst oder andere Stellen wie Polizei oder Rettungsdienst weitergeben.

## Geschichte
Das alpine Notsignal wurde 1894 auf Vorschlag des Engländers Clinton Thomas Dent eingeführt und hat sich bald international bewährt. Diese Übereinkunft versucht, den extremen, wechselhaften und nur bedingt voraussehbaren Situationen in ausgesetzter Umgebung in alpinem Gelände gerecht zu werden.

## Notrufnummern
In Europa kann grundsätzlich die vereinheitlichte europäische Notrufnummer 112 verwendet werden, die auch mit einem Mobiltelefon gewählt werden kann.
Durch die Verordnung „967/08“ des Bundesministeriums der Justiz ist seit dem 17. Dezember 2008 der Notruf ohne eine aktivierte SIM-Karte nicht mehr möglich. Der Rufaufbau kann über alle jeweils erreichbaren Mobilfunknetze erfolgen, nicht nur über das Heimnetz. In Österreich ist die 140 als spezielle Notrufnummer für die  Bergrettung ausgewiesen. In anderen Ländern oder Regionen gibt es teilweise ebenfalls Notrufnummern speziell für die Alarmierung des Bergrettungsdienstes, teils läuft die Alarmierung über zentrale Institutionen des Zivilschutzes.
| Land               | Notrufnummer | Erklärung |
| ------------------ | ------------ | --- |
| Österreich         | 140          | Bergrettungsnotrufnummer |
| Schweiz            | 1414         | Schweizerische Rettungsflugwacht |
| Schweiz            | 144          | Bergrettung |
| Italien & Südtirol | 112          | Landesnotrufzentrale und Einsatzzentrale des Bergrettungsdienstes |
| Frankreich         | 15           | Zentraler Notruf der Rettungsleitstelle Chamonix Peloton de gendarmerie de haute montagne (PGHM) |
| Slowenien          | 112          | Bergrettungsdienst Gorska reševalna služba (GRS) |
| Kroatien           | 112          | Kroatischer Bergrettungsdienst Hrvatska Gorska Služba Spašavanja (HGSS). Alarmierung über die ständig besetzte Alarmzentrale Županijski Centar 112 des Zivilschutzes Državna Uprava za Zaštitu i Spašavanje DUZS |

## Notruf per Funk
| Land    | Frequenz    | CTCSS  |
| ------- | ----------- | ------ |
| Schweiz | 161,300 MHz | 123 Hz |

## Missbrauch
Das absichtliche oder wissentliche Absetzen eines unbegründeten Notrufes oder anderer Notsignale stellt in Deutschland eine Straftat dar (§ 145 StGB, Mißbrauch von Notrufen...). Unter Umständen macht sich der Täter schadensersatzpflichtig.
Der Missbrauch wird auch in anderen Staaten ähnlich geahndet, etwa in der Schweiz nach Art. 128bis1 StGB.